# Ronald Kwemoi
Ronald Kwemoi (Monte Elgon, 19 de septiembre de 1995) es un deportista keniano que compite en atletismo, especialista en las carreras de fondo. Participó en dos Juegos Olímpicos de Verano, en los años 2016 y 2024, obteniendo una medalla de plata en París 2024, en la prueba de 5000 m.

## Palmarés internacional
| Juegos Olímpicos | Juegos Olímpicos | Juegos Olímpicos | Juegos Olímpicos |
| Año              | Lugar            | Medalla          | Prueba           |
| ---------------- | ---------------- | ---------------- | ---------------- |
| 2024             | París (Francia)  | Medalla de plata | 5000 m           |